# Ministério do Plano e da Administração do Território
O Ministério do Plano e da Administração do Território (MPAT) foi um departamento do Governo de Portugal, responsável pelas políticas de planeamento estratégico nacional, de administração local, de ordenamento do território, de planeamento e desenvolvimento regional, de ambiente e recursos naturais, de ciência e tecnologia e de planeamento e administração do território.

O ministério foi criado em 1985, reunindo responsabilidades e funções que, anteriormente, se encontravam divididas por muitos departamentos governamentais, nomeadamente Presidência do Conselho de Ministros, Ministério da Administração Interna, Ministério das Finanças e do Plano, Ministério do Equipamento Social, Ministério da Agricultura e Ministério da Indústria e Energia. A abrangência das suas responsabilidades e funções específicas, além do facto de ser responsável pelo planeamento estratégico interministerial, tornou o MPAT num dos mais importantes departamentos do Governo de Portugal.

Em 1987 a designação do MPAT é alterada para "Ministério do Planeamento e da Administração do Território". Em 1990 a responsabilidade pela política executiva na área do ambiente e recursos naturais passa para o novo Ministério do Ambiente e Recursos Naturais.

O MPAT foi fundido com o Ministério das Obras Públicas, Transportes e Comunicações em 1995, dando origem ao Ministério do Equipamento, do Planeamento e da Administração do Território.